# Заморская экспансия США
Заморская экспансия США — процесс территориально-политического расширения Соединённых Штатов Америки после обретения ими территории Континентальных штатов и покупки Аляски, то есть установления своих современных границ на североамериканском континенте.
С конца XIX века экспансия США охватывала Карибский бассейн Атлантики, а также острова и архипелаги Тихого океана. В настоящей статье представлены все этапы этого процесса в хронологическом порядке с указанием каждой приобретавшейся или утрачивавшейся территории и обстоятельств её обретения/утраты.

## Гуановые острова
Предпосылки к приобретению США заморских земель были заложены в 1856 году с принятием Закона о гуановых островах (англ. Guano Islands Act). Он разрешал гражданам США завладевать островами с залежами гуано, расположенными где угодно вне юрисдикции других государств и не имеющими законных владельцев, причём США наделили себя правом защищать интересы этих граждан, в том числе военной силой.
Как следствие, США стали претендовать более чем на 50 разрозненных островов. Бо́льшая их часть в последующие десятилетия была уступлена по различным обстоятельствам, либо претензии были сняты. Оставшиеся владения считаются неинкорпорированными неорганизованными территориями (кроме атолла Пальмира) и в настоящее время объединены под названием Внешние малые острова США:
На Тихом океане
- остров Бейкер — с 1856 года.
- остров Джарвис — с 1856 года.
- остров Хауленд — с 1858 года.
- атолл Джонстон — с 1859 года.
- риф Кингмен — с 1860 года.
- атолл Мидуэй — с 1867 года.

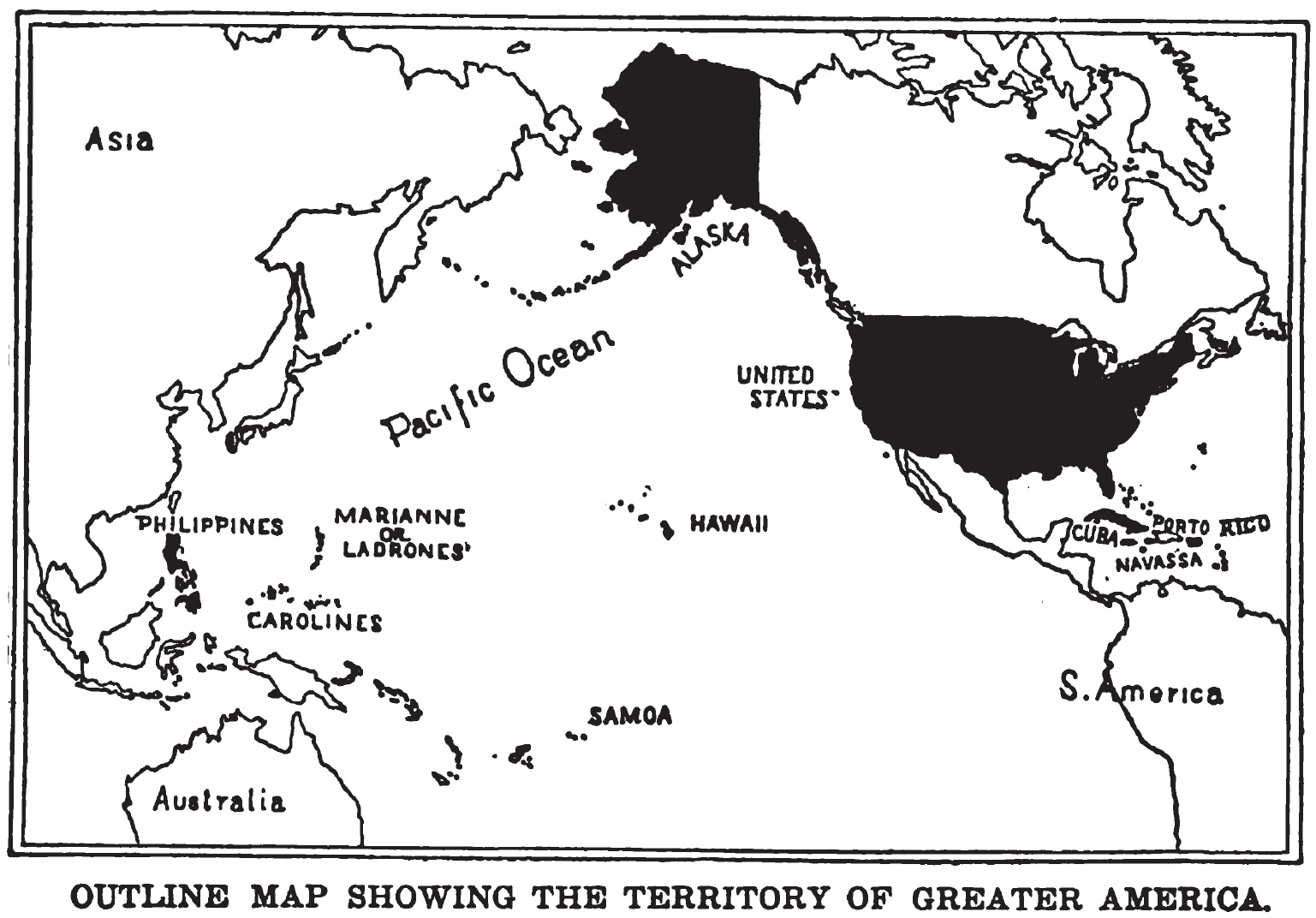
Большая Америка в 1899 году.

- атолл Пальмира — с 1898 года, инкорпорированная неорганизованная территория.
- атолл Уэйк — с 1899 года — контролируется США, оспаривается Республикой Маршалловы Острова.

В Карибском море
- остров Навасса — с 1858 года — контролируется США, оспаривается Гаити.
- риф Бахо-Нуэво — с 1869 года — контролируется Колумбией, оспаривается США, Никарагуа и Ямайкой.
- риф Серранилла — с 1879 года — контролируется Колумбией, оспаривается США, Никарагуа и Гондурасом.

## Гавайские острова
К концу XVIII века от 300-тысячного полинезийского населения Гавайских островов из-за занесённых с континента болезней оставалось лишь около 30 тыс. человек. Это привело к массовым завозам рабочих-иммигрантов из стран Юго-Восточной Азии и Европы. В 1893 году группа уроженцев американского происхождения при поддержке флота США совершила государственный переворот и свергла королеву Лилиуокалани.
Через год была провозглашена марионеточная Республика Гавайи. В 1898 году США совместным постановлением палат Конгресса (резолюцией Ньюлендса) оформили аннексию Гавайев и в 1900 году предоставили им статус самоуправляемой территории. В 1959 году Гавайские острова получили статус штата США, 50-го по счёту.

## Испанские колонии
По итогам испано-американской войны, спровоцированной взрывом на рейде столицы Кубы Гаваны американского броненосного крейсера «Мэн», согласно Парижскому миру Испания в 1898 году отказалась в пользу США от прав на свои колонии в Карибском море, а также на стратегически важный остров Гуам и Филиппины. Оставшиеся тихоокеанские острова Испания через полгода продала Германской империи (США завладели ими позже). Куба и Филиппины впоследствии получили независимость, Пуэрто-Рико и Гуам по-прежнему принадлежат США.

### Куба
К моменту захвата Кубы Соединёнными Штатами она находилась в затяжной, третьей по счёту (см. Десятилетняя война, Малая война) войне за независимость от Испании. После отказа Испании от прав на Кубу по Парижскому договору (1898) это владение стало протекторатом США под оккупацией, а в последующем — их марионеточным государством.
В 1902 году остров получил формальную независимость, однако в своей конституции закрепил право Соединённых Штатов на ввод войск на территорию страны в случае нестабильности (чем США пользовались в 1906—1909 и 1917—1922 годах). Этот пункт был отменён в 1934 году — хотя не уберёг от агрессии США в 1961 году с целью свержения правительства Фиделя Кастро.

### Пуэрто-Рико
Испания уступила США остров Пуэрто-Рико и окружающие его острова Испанской Вест-Индии в 1898 году, с того же года эти территории находятся под американской оккупацией. В 1917 году жителям Пуэрто-Рико было предоставлено самоуправление и гражданство США с ограниченными избирательными правами, а с 1948 года — право выбирать губернатора острова.
Согласно конституции 1952 года Пуэрто-Рико — свободно ассоциированное с США государство, находящееся под управлением США, но не являющееся их неотъемлемой частью. На референдуме 2012 года о будущем статусе острова почти 2/3 принявших участие в голосовании при явке около 80 % поддержали идею вхождения в состав США в качестве полноправного штата.

### Гуам
Находящийся в южной части тихоокеанских Марианских островов Гуам служил перевалочной базой на пути с Филиппин и на Филиппины. Остров был захвачен США летом 1898 года и юридически уступлен Испанией в конце того же года. Является неинкорпорированной организованной территорией США. С 1950 года наделён правом на ограниченное местное самоуправление, а его жители стали гражданами США с усечёнными избирательными правами. Треть острова занимают военно-морская база Апра и авиабаза Андерсен.

### Филиппины

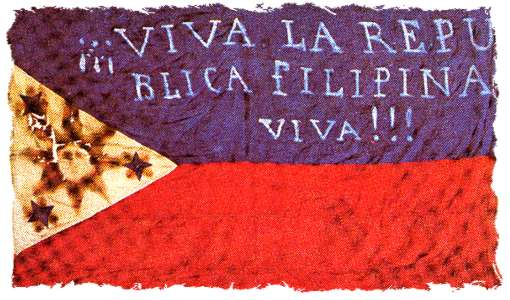
Флаг повстанцев (1898)

Испания уступила Соединённым Штатам Филиппины в 1898 году за $20 млн. К моменту смены владельца архипелага там шла Филиппинская революция, в ходе которой местные повстанческие группировки (в частности, Катипунан) боролись с испанскими колониальными властями за независимость страны и захватили бо́льшую часть её территории. Поначалу помогавшие восставшим американские войска де-факто контролировали только Манилу и окрестности.
Провозгласившая независимость Филиппинская республика не была признана США, Штаты продолжили войну со своими недавними союзниками вплоть до 1901 года, когда повстанцы были вынуждены признать американские власти — что, впрочем, лишь перевело конфликт в стадию партизанской войны до 1913 года. В 1916 года Филиппинам законом Джонса было предоставлено выборное самоуправление, а с 1935 года эта колония была преобразована в ассоциированное с США государство — Содружество Филиппин. В 1946 году Соединённые Штаты признали независимость государства.

## Американское Самоа
Согласно завершившему Вторую гражданскую войну в Самоа Тройственному соглашению Германии, США и Великобритании 1899 года этот архипелаг был разделён по 171° з. д. надвое. Западная часть Самоанского архипелага была передана Германии, под контролем США оказались его восточные острова (Американское Самоа), а британские войска были выведены в обмен на признание интересов Великобритании на Тонга и Британских Соломоновых Островах.
В 1900 году США оккупировали острова Тутуила и Аунуу, в 1904 году — группу островов Мануа, в 1925 году был аннексирован остров Суэйнс. В 1948 году на Восточном Самоа были введены элементы самоуправления. До 1951 года оно управлялось ВМС США, но с закрытием военно-морской базы в Паго-Паго эта территория была передана под управление Департамента внутренних дел США. В 1960 году была принята первая конституция колонии, в 1977 году прошли первые выборы её губернатора. Тем не менее формально это всё ещё неинкорпорированная неорганизованная территория США.
В 1980 году США заключили соглашения с Островами Кука и Токелау (части Королевства Новой Зеландии) о делимитации водной границы, отдав ряд менее значимых островов Американского Самоа в обмен на признание своих прав на остров Суэйнс (см. Cook Islands-United States Maritime Boundary Treaty и Treaty of Tokehega). Впрочем, поскольку Суэйнс культурно и исторически является частью Токелау, жители этого архипелага не теряют надежды вернуть остров.

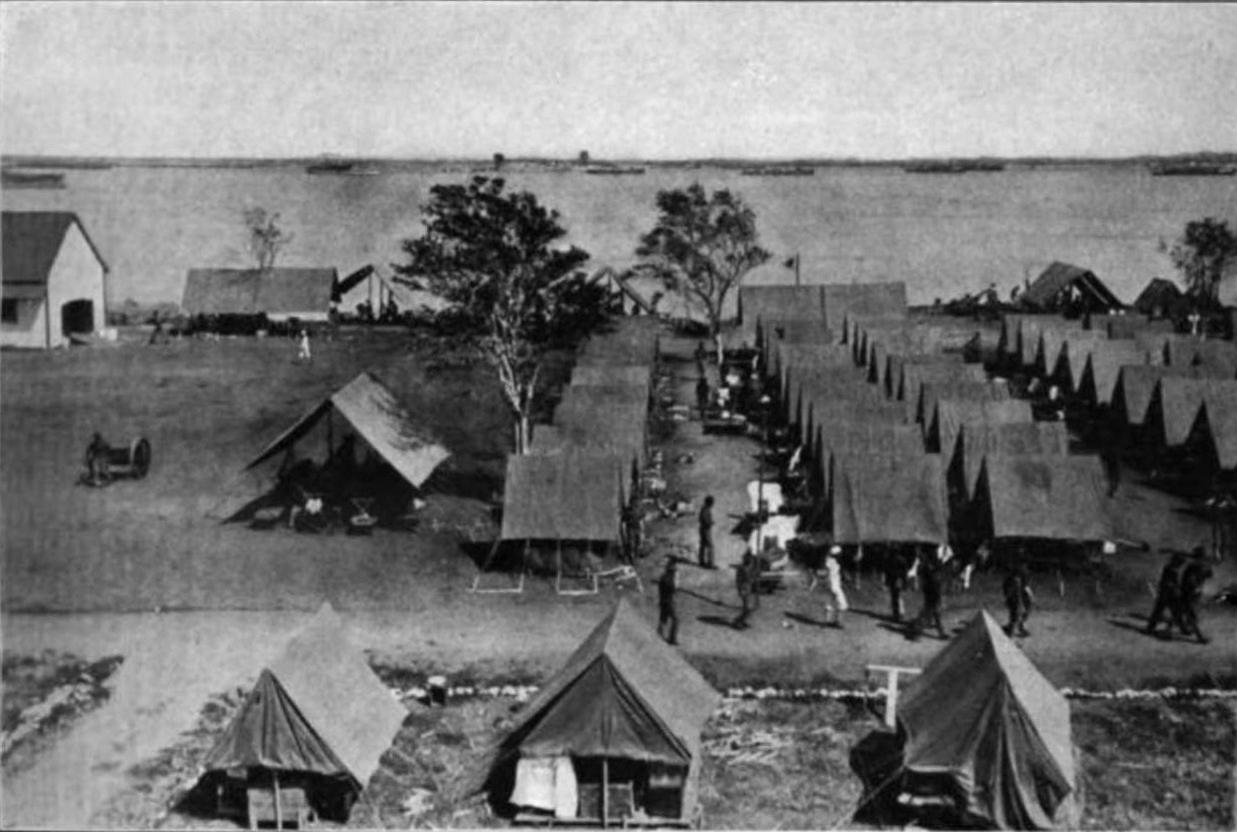
Военная база Гуантанамо в 1916 году

## Гуантанамо
После принятия в 1901 году так называемой «поправки Платта» находившаяся под оккупацией и протекторатом США Куба в 1903 году согласилась сдать им в бессрочную аренду землю под построенную в 1898 году военно-морскую базу в заливе Гуантанамо. В 1934 году оба правительства констатировали, что «до тех пор, пока Соединённые Штаты Америки не откажутся от указанной военно-морской базы Гуантанамо или оба правительства не придут к согласию по изменению её границ, база будет занимать ту территорию, которую она имеет по состоянию на дату подписания договора». Этим же соглашением была установлена ежегодная плата за использование базы — $3400.
С 1959 года Куба отказывается принимать арендные платежи; она заявляет о незаконности размещения американской базы, ссылаясь на статью 52 Венской конвенции о праве международных договоров 1969 года, по которой неравноправные международные договоры, заключённые под угрозой применения военной силы, считаются недействительными. Однако власти США ссылаются на статью 4 той же конвенции, согласно которой действие конвенции не распространяется на ранее заключённые соглашения.

## Зона Панамского канала
Поскольку правительство Колумбии в 1903 году отказалось предоставить США землю под строительство на территории своего департамента Панама трансокеанского канала, Соединённые Штаты в ответ инспирировали в этом департаменте сепаратистский переворот. На сторону восставших перешли находившиеся в Панаме подразделения колумбийской армии, США направили к берегам Панамы военно-морской флот «для защиты интересов и собственности США в зоне Панамского канала».
3 ноября 1903 года было провозглашено создание независимого государства Панама. Оно было признано США спустя трое суток, и в том же месяце Панама и США подписали договор Хея — Бюно-Варильи, по которому США получили право «на вечные времена» размещать вооружённые силы на территории Панамы для «обеспечения контроля» над Панамским каналом, все права на строительство и эксплуатацию канала и право вмешательства во внутренние дела Панамы при угрозе каналу. В 1904 году эти положения были закреплены в конституции молодого государства.

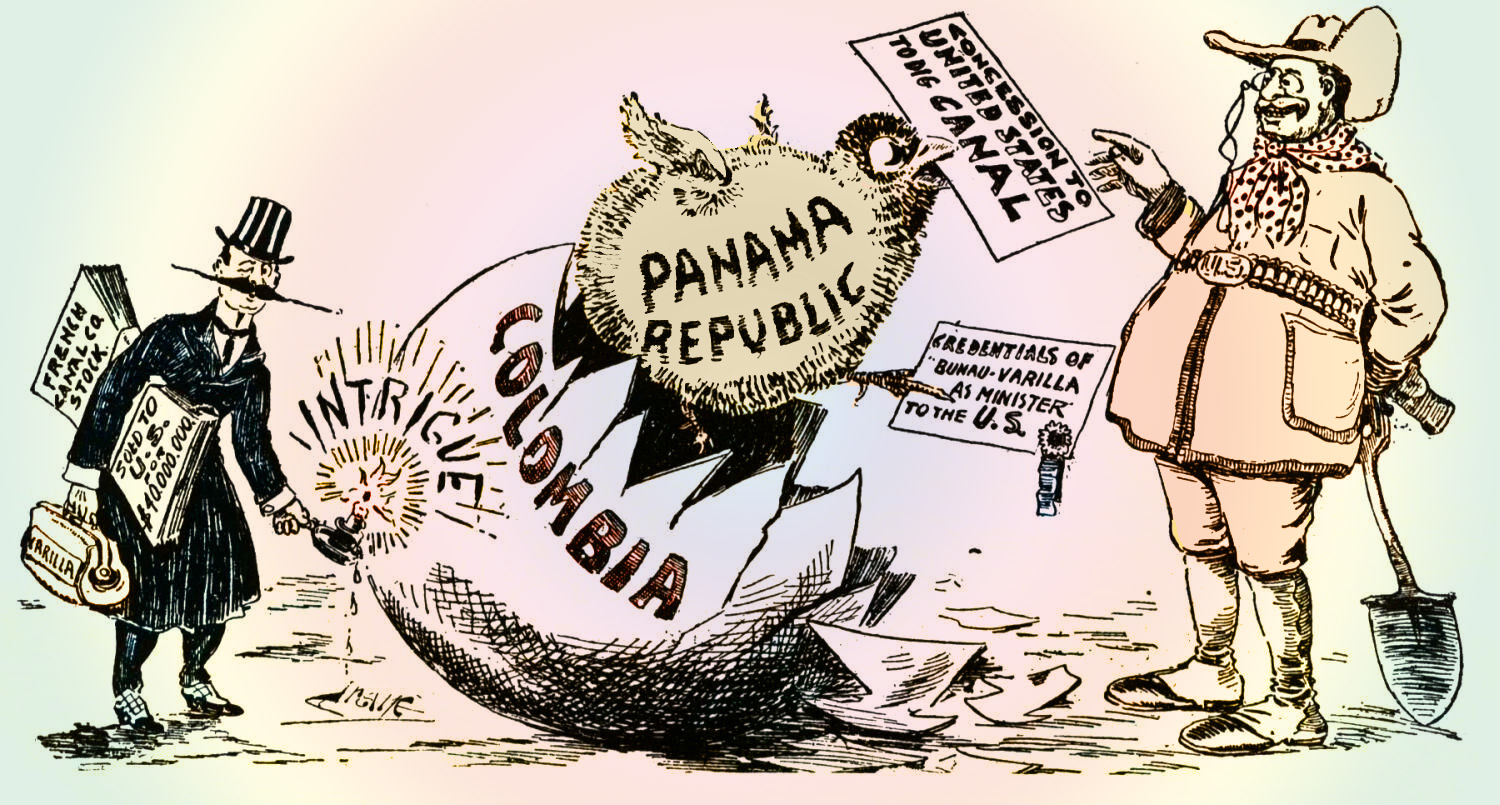
Карикатура Sunday Times (1903)

Договором предусматривалось создание особой Зоны Панамского канала шириной 5 миль (8,1 км) по каждую сторону от его средней линии. За неё США обязались заплатить Панаме $10 млн единовременно и по $250 тыс. ежегодно. Канал был построен в 1904—1914 годах. Статус Зоны, впрочем, оказался прописан нечётко: Соединённые Штаты рассматривали её как свою неинкорпорированную неорганизованную территорию, однако Панама полагала эту Зону находящейся под собственным суверенитетом. Это позже неоднократно приводило к конфликтам, в том числе с человеческими жертвами (см. Martyrs' Day).
Зона Панамского канала была ликвидирована соглашением Торрихоса — Картера (1977) в 1979 году, юрисдикция Панамы над Панамским каналом восстановлена в полном объёме с 1999 года.

## Кукурузные острова
В дополнение к приобретению Зоны Панамского канала США за $3 млн заключили в августе 1914 года договор Брайана — Чаморро с Никарагуа о 99-летней аренде Кукурузных (Корн) островов в Карибском море и праве на строительство в заливе Фонсека военной базы. Первой статьёй договора Никарагуа предоставила Соединённым Штатам «на вечные времена» права на строительство и эксплуатацию любых межокеанских каналов на территории страны. Договор давал право США на военное вторжение на территорию Никарагуа для обеспечения его условий.
Проект Никарагуанского канала изначально был конкурирующим по отношению к Панамскому — в случае выбора этого маршрута морское расстояние между Нью-Йорком и Сан-Франциско сократилось бы почти на 800 км. Это могло создать соблазн для третьей стороны построить такой канал и тем самым обескровить панамский проект. Договор Брайана — Чаморро решал проблему.
Все условия договора были официально аннулированы соглашением Никарагуа и США в июле 1970 года. Никарагуанский канал не был построен.

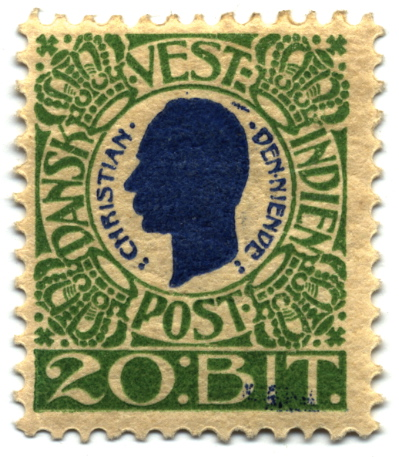
Кристиан X на почтовой марке Датской Вест-Индии номиналом 20 бит (1905)

## Виргинские Острова
Это бывшее колониальное владение Датская Вест-Индия представляет собой три острова (Сент-Томас, Сент-Джон и Санта-Крус) с окружающими островками, оно находится в 60 км восточнее Пуэрто-Рико и соседствует с Британскими Виргинскими Островами. После отмены в 1848 году рабства развитие здешних плантаций сахарного тростника потеряло для метрополии экономический смысл. В то же время США нужны были форпосты в Карибском бассейне. Переговоры о продаже колонии велись Данией с 1865 года, однако долго не удавалось договориться о цене (США предлагали $5 млн).
Положение изменила начавшаяся Первая мировая война и вероятность германской оккупации колонии, что создавало угрозу блокирования Панамского канала. Согласно предварительному договору 1916 года, США покупали датскую колонию за $25 млн золотом (полугодовой бюджет Дании) и признание прав последней на владение Гренландией. Ради проведения сделки король Кристиан X изменил конституцию страны, был проведён национальный референдум, одобривший продажу Датской Вест-Индии 64,2 % голосов.
В марте 1917 года (за несколько дней до объявления США войны Германии) колония стала Американскими Виргинскими Островами. В 1927 году виргинцы получили гражданство США с ограниченными избирательными правами. Ныне это неинкорпорированная организованная территория США с выборным губернатором и сенатом.

## Японские владения

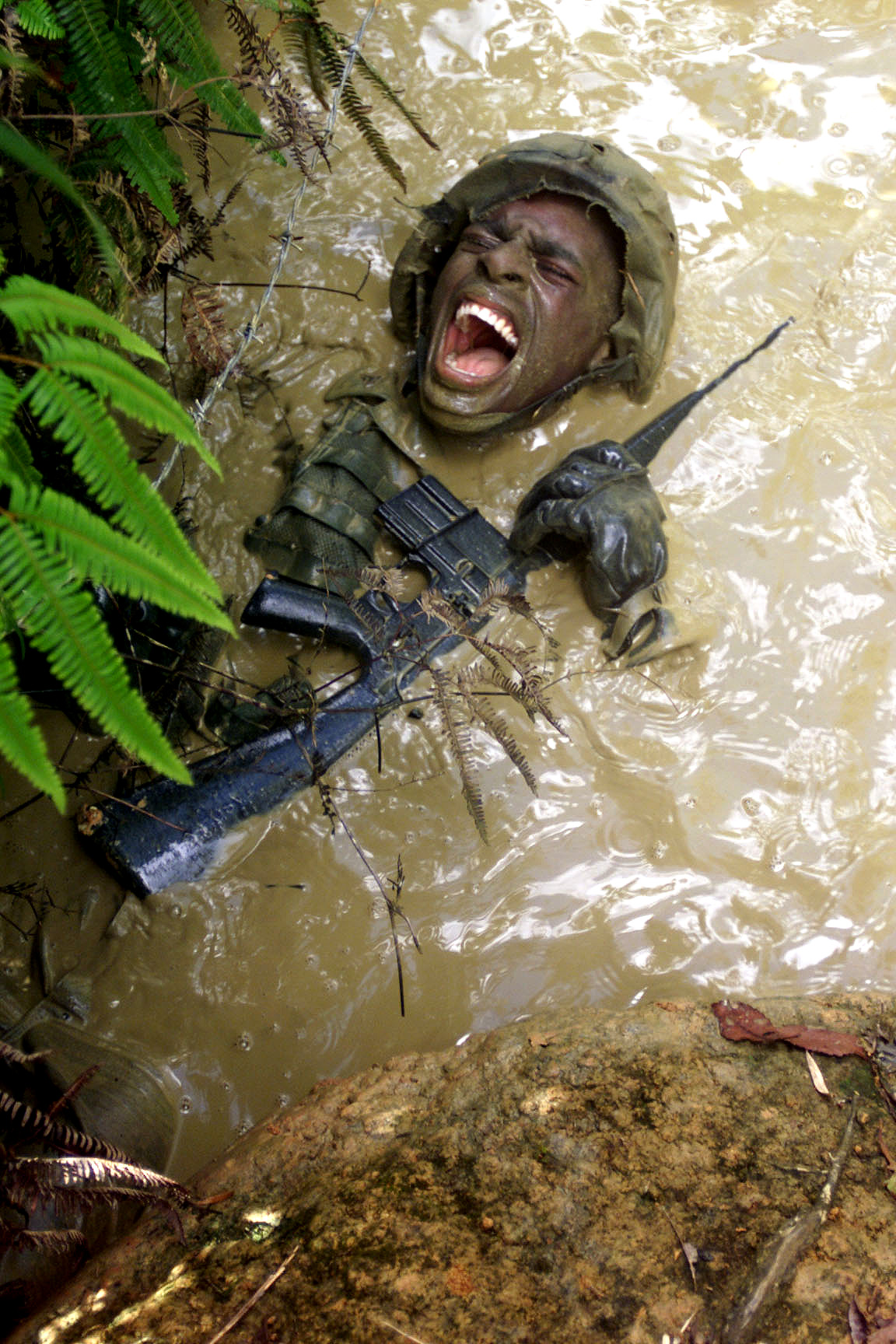
Тренировка морских пехотинцев США в джунглях Окинавы (2001)

### Острова Рюкю
Этот архипелаг из 98 островов, протянувшийся на 1200 км на юго-запад от Японии до Тайваня, с XIV века имел свою государственность и до 1609 года тяготел к Китаю. Японское завоевание привело к утере формальной независимости и аннексии Рюкю лишь в 1879 году. Из-за исторических особенностей «перекрёстка культур» местное население обладает собственной самобытной культурой, языками и выраженным самосознанием, отличным от общеяпонского.
Каирская декларация 1943 года предполагала, что на Дальнем Востоке и в Юго-Восточной Азии США «не стремятся ни к каким завоеваниям для самих себя и не имеют никаких помыслов о территориальной экспансии». По окончании Второй мировой войны, как и в Европе, в Азии и на Тихом океане были определены союзнические оккупационные зоны, однако, в отличие от Московской декларации 1943 года (и последующих ялтинских и потсдамских соглашений), по Сан-Францисскому мирному договору не были закреплены ни цели, ни сроки, ни точные пределы послевоенной оккупации территории побеждённой стороны. Напротив, статьи 3 и 4b этого договора оговаривали согласие Японии на любые условия, которые США сочтут необходимыми.
Как следствие, несмотря на восстановление независимости Японии в апреле 1952 года, острова Рюкю остались под оккупационным контролем США. Энциклопедия Ниппоника констатирует: американцы вынашивали планы восстановления на них отдельного государства. До 1950 года Рюкю администрировались назначенным из США военным правительством. С 1952 года его сменила американская гражданская администрация и ограниченное местное выборное самоуправление с совещательными функциями.
В 1960-е годы сухопутные войска США проводили на территории Рюкю полевые испытания биологического оружия. Стратегическое положение архипелага привело к развёртыванию там значимого воинского контингента и военных баз ВС США. Давление общественного мнения и политическая целесообразность привели к тому, что в мае 1972 года США вернули архипелаг Рюкю (префектуру Окинава) японской стороне. Однако и в настоящее время в этой префектуре дислоцируются 14 американских военных баз, площадь которых составляет около 18 % территории острова Окинава. Крупнейшими считаются база ВМС США Футэмма и база ВВС США Кадена.

### Тихоокеанский мандат
Каролинские, Марианские и Маршалловы Острова — часть бывших испанских островных владений в Микронезии в Тихом океане, которые Испания (за вычетом Гуама) продала Германской империи, а та утратила в ходе Первой мировой войны в пользу Японской империи. По Версальскому договору (1919) Япония получила на эти острова от Лиги Наций мандат категории С, что позволяло ей инкорпорировать их в состав своей империи. Япония активно использовала острова как плацдарм для дальнейшей экспансии.

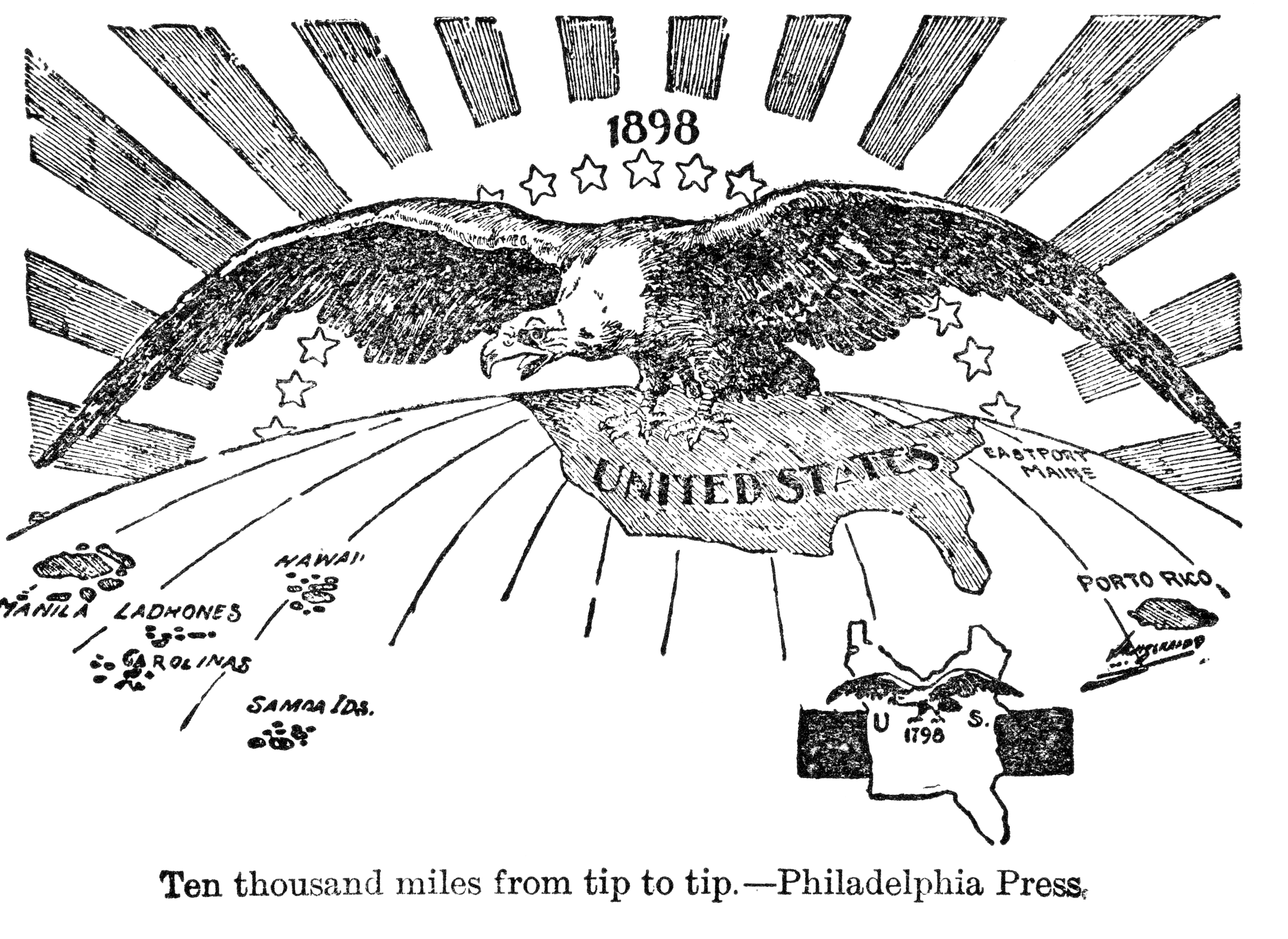
«Десять тысяч миль от края до края» (1898)

В ходе Второй мировой войны в результате Гилберто-Маршалловской и Марианской военных операций США к концу 1944 года захватили эти владения. В 1947 году ООН была образована Подопечная территория Тихоокеанские Острова под управлением США. До 1951 года она администрировалась ВМС США, после чего была передана в ведение Департамента внутренних дел. Острова активно использовались для проведения испытаний ядерного оружия.
В 1986 году США уведомили ООН о завершении опеки над тихоокеанскими островными владениями: последние были разделены между четырьмя новообразованными государствами:
- Северные Марианские Острова (1976);
- Федеративные Штаты Микронезии (1978);
- Палау (1981);
- Маршалловы Острова (1983).

В соответствии с волеизъявлением их населения США подписали Договор о свободной ассоциации с последними тремя субъектами международного права, оставив за собой лишь вопросы их обороны и финансовых дотаций. Северные Марианские Острова решили остаться владением США как неинкорпорированная организованная территория, их жители являются гражданами США с ограниченными правами. Подопечная территория Тихоокеанские Острова была официально распущена ООН в 1990 году.